# Mihăileni, Cetatea Albă
Mîhailivka (în ucraineană Михайлівка) este un sat în comuna Sărata din raionul Cetatea Albă, regiunea Odesa, Ucraina.

## Demografie
Componența lingvistică a comunei Mihăileni
     Ucraineană (87,33%)
     Română (4,87%)
     Rusă (4,27%)
     Bulgară (2,48%)
     Alte limbi (0,05%)
Conform recensământului din 2001, majoritatea populației comunei Mihăileni era vorbitoare de ucraineană (87,33%), existând în minoritate și vorbitori de română (4,87%), rusă (4,27%) și bulgară (2,48%).